# 朱大紱
朱大紱（？年—？年），號亞初，福建兴化府仙游县籍，莆田县人。明末政治人物。

## 生平
崇祯六年（1633年）癸酉科福建乡试舉人 ，七年（1634年）联捷甲戌科进士，都察院观政，八年授寿州知州，卒于官。

## 家族
曾祖朱亨，郡廩生應貢；祖朱麒，郡庠生；父朱明望，冠帶壽官。